# Municipio de Hermosillo
El municipio de Hermosillo es uno de los setenta y dos municipios que conforman el estado mexicano de Sonora. Se encuentra en el centro-oeste de la entidad, en la región de la llanura sonorense. En 2020 fue el municipio más poblado de la entidad con 936,263 habitantes, y su superficie es de 15,720.35, el mayor municipio en superficie de la entidad.
Existen más de 1,700 localidades dentro de su territorio; su cabecera municipal, localidad más habitada y capital de la entidad es la ciudad homónima de Hermosillo. Otras localidades importantes son Miguel Alemán, Bahía de Kino, San Pedro el Saucito y El Tazajal.

## Geografía
Se ubica entre los paralelos 28° 13’ y 29° 43’ de latitud norte; y los meridianos 110° 22’ y 112° 37’ de longitud oeste. Su altitud oscila entre 0 y 1000 m s. n. m. Ocupa el 9.36% de la superficie del estado. La Isla Tiburón, la más grande de México, forma parte del municipio.

### Colindancias
Colinda al norte con los municipios de Pitiquito, Carbó y San Miguel de Horcasitas; al este con los municipios de San Miguel de Horcasitas, Ures, Mazatán y La Colorada; al sur con los municipios de La Colorada, Guaymas y el Golfo de California; al oeste con el Golfo de California y el municipio de Pitiquito.
| Noroeste: Pitiquito           | Norte: Pitiquito, Carbó, San Miguel de Horcasitas | Nordeste: Carbó, San Miguel de Horcasitas |
| Oeste: Golfo de California    |                                                   | Este: Ures, Mazatán                       |
| Suroeste: Golfo de California | Sur: Guaymas                                      | Sureste: La Colorada                      |

### Topografía
El municipio es mayoritariamente llano con pendiente hacia el mar. Hay picos montañosos aislados que alcanzan tan solo 300 metros sobre el nivel del mar e incluyen Tepoaca, Bacoachito, López, Tonuco, Seri, Batamote, Goguz, Bronces, Santa Teresa, La Palma, Siete Cerros y La Campana. Estos se ubican mayoritariamente en la zona este del municipio.

### Hidrografía
Los dos ríos más importantes son el Río Sonora y el Río San Miguel. Ambos se utilizan para propósitos de irrigación con la represa Abelardo L. Rodríguez ubicada en el río San Miguel. El aumento de población del municipio, actualmente en 2.5% anual, ejerce presión sobre la infraestructura de la ciudad, especialmente su suministro de agua. Décadas de bombeo excesivo de agua subterránea ha llevado a que los niveles del acuífero sean más bajos que los niveles del mar y que el agua del mar se cuele como una "recarga artificial".

### Clima
El municipio tiene dos regiones de clima árido. La primera es la que está junto al mar, que es un desierto con inviernos bastante fríos y veranos calurosos. El resto del municipio es un desierto muy seco con mayores variaciones de temperatura que la zona costera. Las temperaturas pueden variar desde el mínimo de congelación en enero y febrero hasta 48  °C en julio y agosto. Las lluvias para ambos climas caen principalmente entre junio y septiembre, con precipitaciones anuales entre 75 y 300 milímetros, según la ubicación.

### Flora y fauna
La mayor parte de la vegetación aquí consiste en árboles de mezquite, así como árboles como el palo fierro del desierto, palo verde y el huisache. Existe vegetación de dunas en Bahía de Kino. Los animales del desierto como la tortuga del desierto, las serpientes de cascabel, el borrego cimarrón y el lince son las especies más notables.